# 君が降る日
『君が降る日』（きみがふるひ）は、島本理生の恋愛小説およびその作品を収録した単行本。表題作「君が降る日」は、2007年から2008年にかけて幻冬舎の文芸誌「papyrus（パピルス）」で3回に分けて発表された。2009年3月に単行本を上梓。「君が降る日」と同じく「papyrus」で発表した短編『冬の動物園』と『野ばら』を掌編として収録した。

## 執筆
単行本上梓時に付記されたあとがきには「恋人の死というテーマは、私（島本）にとってハードルが高く、これまで挑戦を避けてきました」、「だけど書くことでしか見えないものがあるのではないかとふいに考えた時、『君が降る日』という物語が始まりました」と綴り、苦手と思っていた「死」という題材にあえて向き合い、「死」というテーマを題材にした作品を描くことにより何か新しい物が見つかるかもしれないという思いがあったからこそあえて執筆に取り組んだと解説している。
2010年の『文藝』のインタビューではちょうど『波打ち際の蛍』や『クローバー』執筆と執筆時期が重なっていたこと（島本自身の精神的な不安定な時期と重なっていたことから）からか本作に関しては手短に「『人が亡くなる話は難しいからこそ書いてみよう』と思ったから（書いてみた）、本当に難しかったです」と答えている。
2015年の『本の話WEB』のインタビューでは中村航の『100回泣くこと』の文庫本解説を担当した時に（解説に）「人が死ぬ話ってすごく書くのが難しい」と書いたことを前置きに「中村さんの小説はそのバランスが素晴らしくて、何度読んでも泣いてしまう。すごく作家の力量が出るなと感じて、自分も挑戦してみたいと思ったんです」と答え、中村航の作品に影響を受けて身近な人の死をテーマに作品を書いてみようと思ったと答えている。
掌編『冬の動物園』については文庫本の「文庫あとがき」の節でひとこと「失恋の膿んでいく痛みと、そこからするっと抜け出す瞬間の清々しさを書きたいな、と思いました」と執筆意図を綴っている。
掌編『野ばら』については単行本のあとがきで谷川俊太郎の詩『あなたはそこに』を一部引用したことについては「ラストの余韻をすべて（谷川の）詩の力に頼ってしまうことになりそうで、一部だけ抜粋させていただきました」と綴っている。そして単行本のあとがき、文庫あとがき、『文藝』のインタビュー、いずれの場でもこの『野ばら』という短編が個人的に好きであると語り、『文藝』のインタビューでは「自分が思春期のころに書きたかったようなものを書けた」と答え、島本が『大きな熊が来る前に、おやすみ。』以降突入していたスランプ期の執筆作品の中では比較的執筆に難航せず作品を書けた（自分の中で納得の行く出来映えになった）と語っている。
2012年の文庫本化において表題作に改稿を加えたことについては、文庫本のあとがきで「昨年（2011年）、東日本大震災後に（表題作を）再読したら、ずいぶんと感じ方が違った」、「その時の状況にあわせて改稿というのは、あまりすべきではないとも考えたのですが、（中略）もう少しだけ、主人公がより強く生きるほうへと向かっていけるように、という願いを込めました」と綴っており、大きな震災という出来事によって島本の人の死に関する部分などの価値観に変化があったことが改稿の意図であることを表している。

## 収録作品

### 君が降る日
初出『papyrus』vol.4、vol.17、vol.19、単行本化および文庫本化においてそれぞれ改稿が加えられている。特記しない限り文庫本の記述を元にしている。連載は3回であったが単行本以降は「長き夜の章」と「浅き春の章」の前後半という形態に改稿されている。
あらすじ
長き夜の章
小川志保の恋人降一が交通事故でこの世を去った。葬儀の場では降一を乗せた車を運転していた五十嵐拓がすべて自分に責任があると頭を下げ続けた。事故から2ヶ月後、降一の実家に五十嵐が訪れ、家業の喫茶店を手伝いたいと申し出て店を手伝うこととなり、志保も降一の実家に出入りするようになる。みんな新しい日々の中で降一を失ったことを忘れようとするが、不意に刺さる言葉や出来事から降一のことを思い出してしまい苦しみを抱える。その中で降一の弟の裕嗣が五十嵐を新しい兄のように慕うようになり、そのことから志保、五十嵐、裕嗣の3人は降一の死を乗り越えるため前を向いて生きるようになった。しかし、降一の母親はその輪に入れず時折情緒不安定になるようになり、責任を感じた五十嵐は店の手伝いを辞めて、福岡へ転居することを決意する。志保は福岡行きを決めた五十嵐を見送り、いつかの再会を約束する。
浅き春の章
降一の死から1年後、志保は大学に復学した。降一の母親にあるひとことを言われたことを期に降一のことを敏感に感じることを止めてしまっている。大学ではゼミ仲間たちとの交流から一般的な大学生的な生活を取り戻しつつある。そんな志保の所に福岡の五十嵐から手紙が届く。ほどなく裕嗣が家出騒ぎを起こし志保が裕嗣を見つけ説教をしていると、裕嗣は志保に「五十嵐を連れてきて」とまくし立てられ困惑する。その後志保は五十嵐にされたキスの真意を問うため博多に向かい彼と再会する。しかし五十嵐を攻めることができない志保は徐々に五十嵐の中の降一の記憶を想うようになり、結果的に五十嵐を想うことになる。しかし五十嵐の抱える孤独に志保はつらさを感じ受け入れられないと悟ったが、五十嵐の方からの固執により関係はずるずると続きそうになり、東京の大学の友人矢部芙音に助けを仰ぐ。
登場人物
小川志保（おがわ しほ）
大学に通いながらスーパーマーケットでアルバイトをしていた。中学生の頃から仲を深めた降一と交際していた。五十嵐の様子を伺うように降の実家の喫茶店を手伝うようになる。一方で降一を失い心のバランスを崩し大学を休学していて五十嵐との適切な距離の取り方もわからなくなっていた。一方で「降一の死」を挟んだ五十嵐との関係にどこか違和感と救いを求める曖昧な所で迷っている。
降一の死から1年後、大学に復学し矢部と仲良くなり一応の平穏な生活に戻りつつあった。しかし裕嗣に五十嵐とのことを問われ自分の知らないことが起こっていたと気づいたことから急速に五十嵐の中の降一の記憶を強く思うようになる。博多で五十嵐と4日間過ごしたが、彼の深過ぎる孤独につらさを感じて受け入れることができなかった。
降一（こういち）
志保の恋人だった。志保からは「降ちゃん（こうちゃん）」と呼ばれていた。両親が離婚した後、母親に引き取られ、母が営む喫茶店を手伝っていた。五十嵐の運転する車で千葉の海に出かけるが交通事故に遭遇し亡くなる。
五十嵐拓（いがらし たく）
降一の大学の友人。交通事故を起こし降一が亡くなり、責任を感じている。幼少期に両親が離婚し父親に引き取られるが、その父を事故で亡くし、親戚の家に引き取られていて、大学にも奨学金をもらって通っている。志願して降一の実家の手伝いをするも降一の母親の異変にも責任を感じ、店の手伝いを辞め、福岡に就職先を見つけて転居する。
隆一の1周忌に合わせて志保と降一の母親に手紙を送る。そのことから静かに平穏に暮らしていた降一に関わる者たちに波紋をあたえることになる。そして博多にやって来た志保と距離を詰めて行くが、志保に降一とのことの真意を問われ、その出自により抱える深い孤独から降一に嫉妬し、降一の会話に出てくる志保を一方的に想うような状態にあったと告白する。最終的に志保との関係に固執して志保を東京に帰さないよう引き止めようとする。
降一の母親
女手ひとつで喫茶店を営みながら降一と裕嗣を養っていた。降一を亡くしてからは時折息子のことを思い出し発作的な体調不良（情緒不安定）に悩まされるようになる。
裕嗣（ゆうじ）
降一の弟。兄の死後、家に来るようになった五十嵐に懐き兄のように慕うようになる。降一の死から1年経過すると、母親や周囲の大人からの愛に飢え、万引きをしたり家出騒ぎを起こすようになる。
矢部芙音（やべ ふね）
志保の大学のゼミ仲間の女性。

### 冬の動物園
初出『papyrus』vol.9
あらすじ
恋人に二股をかけられ失恋したばかりの加藤美穂は、通っている英会話スクールで高校生の森谷葉二にナンパされる。そして森谷の誘いをうけて美穂は彼と動物園でデートをすることとなり、森谷に振り回されながらも徐々に失恋の痛みを忘れるような感覚に吸い込まれる。スクールのクリスマスパーティーの日、美穂は酔いに任せて元カレに電話をかけてつながらないことから失恋を強く確信、そしてそれを介抱した森谷のある告白から美穂は彼の力を借りて恵吾のことを捨て去る決意をする。
登場人物
加藤美穂（かとう みほ）
社会人。英会話スクールに通う。高校生の頃から付き合っていた恵吾に浮気されて別れたばかり。英会話スクールで知り合った森谷に振り回されつつも徐々に失恋の痛みを忘れるようになっていく。
森谷葉二（もりや ようじ）
美穂と同じ英会話スクールに通う高校生。加藤を「美穂ちゃん」と呼ぶなど軽々しい言動が目立ち、電車でおばあさんに席を譲った際にオベッカを使うなどするため美穂からは女の扱いに慣れていると見られる。一方で将来は英字新聞社の記者になりたいと決めているなど明確なヴィジョンを持つ。

### 野ばら
『papyrus』vol.14
あらすじ
高校生の乾佳乃は、同級生の大野祐と親しくしている。祐の出自の噂は聴いていた佳乃であるが祐の実際の生活についてなにも知らずにいた。ある日、祐と夜遊びの末に彼の家を訪れることとなったことから祐の兄聖人と知り合う。その後は佳乃、祐ともに自分にないものを兄妹は持っていると悩みを打ち明けるようになり距離を近づける。そして佳乃は祐に友達としてなにかをしてあげたいという思いを強めて行き、一方で聖人への想いを募らせて行く。冬になり佳乃の妹の深雪を加え大野兄弟の家でクリスマスパーティーをした、その場で深雪は聖人の抱える淋しさの存在に気づき距離を縮めて行く。その後、深雪が妊娠しているとわかると聖人と深雪は結婚を決める。親戚となった佳乃と祐は互いになにかをしてあげたいと思い合うようになり、恋を超越した友情のような関係に発展していく。その後、大学に進学した佳乃は、ある日書店に立ち寄り、記憶を頼りに祐が話していた集谷川俊太郎の『あなたはそこに』を目にして、それを読み、祐の真の想いを知る。
登場人物
乾佳乃（いぬい よしの）
高校2年生。実家はタイル屋で職人気質な人々に囲まれて育ったせいか彼女自身も江戸っ子的な部分がある。妹の深雪に譲るように育ったせいであまり外見に気を使えない。
乾深雪（いぬい みゆき）
佳乃の1歳下の妹。かつては佳乃と双子と間違われることもよくあった。佳乃より冷静な一面があり相談相手になることもあった。クリスマスパーティーの席で聖人と急速に距離を詰め、1年後に結婚を決意する。
大野祐（おおの ゆう）
佳乃の同級生。火事で両親を亡くし、祖母の所有しているアパートで兄の聖人と2人暮らし、コンビニでアルバイトをして家計を助ける。未熟児として生まれ体が弱く、とても小柄なためイジリの対象となることも。
大野聖人（おおの まさと）
祐の兄。昔付き合っていた彼女をかばい腕に傷跡がある。『ライフ・イズ・ビューティフル』を観て泣くという一面もある。思春期的なものがないまま育った弟を気にかける様子もある。クリスマスパーティーの席で深雪と知り合い、1年後、乾家を訪れ深雪と結婚したいと申し出る。
豊崎（とよざき）
佳乃と祐のクラスメイトの男子。英語が堪能。
宇野（うの）
佳乃たちのクラスメイトの女子。

## 批評など
2010年『文藝』の島本の特集号に掲載された「作家による作品解説エッセイ」で本作を担当した角田光代は、「（本作に限らず）島本が書く状況や設定は非常に残酷」、「なのに読み手はその残酷さに気づかない。島本理生が残酷さを書かせたら当代一の作家だと言う読み手は少ないのではないか」と説いている。なぜ島本の描く作品に潜む残酷さに気づかないかのロジックについて角田は、島本は「食べるシーン」をよく書く作家であることを指摘し、この作品でも食べる場面が非常に多いことを指摘（表題作に登場する食べ物をすべて列挙した上で）、主人公らはそれらの食べ物に反応する（食事をする場面を挟む）ことによって、この小説が、死ではなく、生きることを書いている（生きているということを読者に意識させている）と解き、だから私たちは（読者は）この小説に含まれた死のイメージから離される（離れて物語を読むことができる）と解説している。

## 書誌情報
- 単行本 2009年3月 幻冬舎 ISBN 978-4344016569
- 文庫本 2012年4月15日 幻冬舎文庫 ISBN 978-4344418431